# Isla Middle Sister
La isla Middle Sister es una isla de 3.8 hectáreas en el lago Erie, en Ontario, Canadá. Junto con la isla West Sister (en Ohio, EE. UU.) y la isla East Sister, forma parte del archipiélago de Pelee en la cuenca occidental del lago Erie, y se considera la «más natural e intacta» de estas islas.
La isla estuvo en venta en 2017 por un precio de 888 888 dólares canadienses.

## Guerra de 1812
La isla era un área de preparación para las tropas estadounidenses de William Henry Harrison, justo antes de la invasión de Canadá y la Batalla del Támesis.

## Flora y fauna
El guano de la población de cormoranes orejudos del lago Erie está interfiriendo con el crecimiento de los árboles en el bosque caroliniano de esta isla y en las cercanas isla East Sister e  isla Middle.